# بيغي ويبر
بيغي ويبر (بالإنجليزية: Peggy Webber)‏ هي كاتبة سيناريو وممثلة أمريكية، ولدت في 15 سبتمبر 1925 في لاريدو في الولايات المتحدة.

## أعمال

### أفلام
- ماكبث

### مسلسلات
- ذا والتونز

## وصلات خارجية
- بيغي ويبر على موقع IMDb (الإنجليزية)
- بيغي ويبر على موقع ألو سيني (الفرنسية)
- بيغي ويبر على موقع أول موفي (الإنجليزية)
- بيغي ويبر على موقع قاعدة بيانات الأفلام السويدية (السويدية)
- بيغي ويبر على موقع قاعدة بيانات الفيلم (الإنجليزية)
- بيغي ويبر على موقع كينوبويسك (الروسية)